# Hermann von Mauchenheim genannt Bechtolsheim
Hermann von Mauchenheim genannt Bechtolsheim (* 28. Februar 1836 in Würzburg; † 25. Mai 1910 in München) war königlich bayerischer Badkommissär in Bad Kissingen.

## Leben
Er entstammte dem alten fränkischen Adelsgeschlecht Mauchenheim und war der Sohn des Freiherrn Johann Philipp Gottfried von Mauchenheim gen. Bechtolsheim (1789–1848) und der Karoline Freiin von Gagern (1801–1895). Mauchenheim heiratete Leontine von Erstenberg zum Freyenthurm (* 18. Juni 1845 in Wien; † 7. Februar 1895 in Nervi). Aus dieser Ehe stammte mindestens der Sohn Johannes-Anton Kajetan Pius Freiherr von Mauchenheim gen. Bechtolsheim (1878–1945).
Mauchenheim war von 1884 bis 1906 als königlich bayerischer Bezirksamtmann und Badkommissar (Kurdirektor) offizieller Repräsentant der bayerischen Staatsregierung im bayerischen Staatsbad Bad Kissingen. Nach dem antisemitischen Angriff gegen den amerikanisch-jüdischen Geschäftsmann Louis Stern aus New York City während einer Reunion am 11. Juli 1895 im Kursaal von Bad Kissingen bemühte sich Mauchenheim als zuständiger Badkommissär anschließend um Beschwichtigung der sich daraus zur Staatsaffäre entwickelnden Louis-Stern-Affäre, obwohl er selbst an diesem Abend nicht anwesend gewesen war, da seine Frau erst fünf Monate zuvor gestorben war. In Anerkennung seiner Verdienste um die Kurstadt während seiner 22-jährigen Amtszeit verlieh die Stadt Bad Kissingen im Jahr 1906 Mauchenheim die Ehrenbürgerwürde.
Seit 1856, als er in Heidelberg studierte, war er Mitglied des Corps Guestphalia Heidelberg.